# Нижньоіванаєво
Нижньоівана́єво (рос. Нижнеиванаево, башк. Түбәнге Иванай) — присілок у складі Балтачевського району Башкортостану, Росія. Адміністративний центр Кунтугушевської сільської ради.
Населення — 314 осіб (2010; 267 у 2002).
Національний склад:
- марійці — 96 %